# Cerataphis freycinetiae
Cerataphis freycinetiae är en insektsart som beskrevs av Van der Goot 1917. Cerataphis freycinetiae ingår i släktet Cerataphis och familjen långrörsbladlöss. Inga underarter finns listade i Catalogue of Life.